# Nordwestring (metropolitana di Norimberga)
La stazione di Nordwestring è una stazione della metropolitana di Norimberga, capolinea settentrionale della linea U3.